# Parafia św. Jana Chrzciciela i św. Walentego w Pluskowęsach
Parafia Świętego Jana Chrzciciela i świętego Walentego w Pluskowęsach – parafia rzymskokatolicka, znajdująca się w diecezji toruńskiej, w dekanacie Kowalewo Pomorskie.
Na obszarze parafii leżą miejscowości: Pluskowęsy, Dylewo, Frydrychowo, Kiełpiny, Napole, Otoruda, Piątkowo, Zapluskowęsy.